# 梅山红桥
梅山红桥，原名为春晓大桥、梅山春晓大桥，是一座位于浙江省宁波市北仑区的跨海大桥。该桥跨越梅山水道，西起春晓洋沙山，终于梅山岛，全长约1.971公里，总投资11.7亿元，是梅山岛和梅山保税港区对外联系的重要通道，也是继续梅山大桥后梅山岛与陆地相连接的第二座跨海大桥，大桥专门用于客运车辆通行。
大桥于2014年1月3日开工，2016年4月26日主拱合龙，2017年9月29日建成通车。

## 历史
2011年，宁波市政府正式批复《梅山（保税）港城总体规划（2010-2030）》，规划以六横疏港高速和梅东通道为港口集疏运和城市货运通道，以建成的梅山大桥为客货混行通道，规划春晓大桥与规划上阳大桥则成为了梅山岛和梅山保税港区的城市客运通道。2013年，梅山春晓大桥项目建议书和工程可行性报告先后与3月和7月获得宁波市发展改革委员会批复，标志着项目取得实质性推进。此后，项目又相继解决了设计技术指标等关键性问题。
大桥建设项目是宁波市交通重点建设项目，项目于2014年1月3日开工建设，2016年4月26日和9月28日大桥的主拱和主梁相继合龙。2017年9月27日，宁波市交通工程质量监督站、市公安局北仑分局交通警察大队、宁波国际海洋生态科技城建设管理局等近20个单位对大桥进行联合交工验收，同意梅山红桥通过交工验收。大桥最终于9月29日零时开始正式通车，由于桥梁采用中国红为主色调，最终通车时更名为“梅山红桥”。
2022年11月25日，梅山红桥获颁2020-2021年度“中国建筑工程鲁班奖”。

## 地理位置
大桥两端连接位于宁波梅山岛的梅山保税港区和北仑区春晓镇。根据规划，大桥起自春晓镇东八路，接洋沙山东六路，终于梅山港湾路，接规划盐湖路，是梅山岛五条跨梅山港交通通道中最南端的一条、两条城市客运通道之一。大桥对接北仑城区太河路，经太河路可直接从大桥驶入梅山岛，使得宁波主城区到梅山的交通时间缩短为40分钟，进一步便利化了梅山保税港区的对外交通。

## 结构与设计
梅山红桥及其连接线全长约1.971公里，大桥主跨长336米，采用钢桁拱桥结构，大桥建成时为世界最大跨海钢桁拱桥。
大桥按功能分为上、下两层，上层桥面为主线，宽25米，采用一级公路标准按双向六车道设计，设计速度60公里/小时；下层桥服务慢行休闲系统，宽12米，满足行人及非机动车辆通行；外侧辅道采用城市次干道标准，设计速度40公里/小时，路基断面分为西岸引桥、主桥、东岸引桥、连接线四种形式。桥梁通航标准按双层桥分别设计，上层按500吨级海轮通航净空标准设计；下层按游艇通航净空标准设计。主桥中部108米范围内设置下层纵移桥架，通过向两侧伸缩的方式实现开启与闭合，纵移打开后可满足500吨级轮船通航要求，平时下层桥面闭合状态时梁底约300m范围满足游艇通航净空高度。108米的下层纵移式开启桥跨度在大桥建成时为世界第一。